# Wilhelm I Pobożny
Wilhelm I Pobożny (zm. 6 lipca 918) – hrabia Owernii (jako Wilhelm III), książę Akwitanii, syn hrabiego Owernii Bernarda Plantapilosy i Ermengardy córki Bernarda I z Owernii. Przed 898 r. poślubił Engelbergę, córkę Bosona Prowansalskiego i Ermengardy, córki cesarza Ludwika II, ale nie miał z nią dzieci.
Po śmierci ojca w 886 r. został hrabią Owernii. Jego władza rozciągała się również na Limousin. W 893 r. podbił Księstwo Akwitanii i wygnał tamtejszego księcia Ebalusa. Wkrótce otrzymał od króla Odona formalne potwierdzenie tytułu księcia Akwitanii. Wilhelm rozciągnął również swoją władzę w kierunku Austrazji i Tuluzy.
Wilhelm podczas swoich rządów ufundował wiele klasztorów. Najważniejsza fundacja miała miejsce 11 września 910 r., kiedy to książę ufundował benedyktyńskie opactwo w Cluny. Wilhelm zwolnił zakonników z jakichkolwiek zobowiązań wobec władcy i uczynił ich podległych bezpośrednio papieżowi, który miał mianować kolejnych opatów. Wilhelm mianował tylko pierwszego z nich, Bernona de Baume.
Świadectwem znacznej niezależności Wilhelma są monety z jego imieniem bite w mennicy w Brioude. Książę zmarł w 918 r. i został pochowany w klasztorze Saint-Julien. Nie miał synów więc jego następcą został Wilhelm II Młodszy, syn jego siostry Adelindy.